# Meromyza mutabilis
Meromyza mutabilis är en tvåvingeart som beskrevs av Lidia Ivanovna Fedoseeva 1971. Meromyza mutabilis ingår i släktet Meromyza och familjen fritflugor. Inga underarter finns listade i Catalogue of Life.